# Embalse de Sierra Boyera
El embalse de Sierra Boyera se localiza dentro de los términos municipales de las localidades de Belmez, Peñarroya-Pueblonuevo y Fuente Obejuna, en la provincia de Córdoba, comunidad autónoma de Andalucía, en España.

## Fondo
En su fondo se encuentra un poblado íbero

## Uso
Cumple cuatro misiones: En primer lugar sirve para el abastecimiento de agua; también en este es habitual la práctica de deportes acuáticos; es lugar de recreo y ocio, que se utiliza como zona de esparcimiento y por último es sede de multitud de especies acuáticas, en especial de aves.

## Datos de interés
- Período de construcción: 1969-1974
- Inicio de explotación: 1983
- Tipo de Presa: mixta: gravedad y materiales sueltos de planta recta, con zona central de hormigón
- Tipo de aliviadero: con compuertas.

## Datos técnicos de la Presa
- Altura sobre el cauce: 26 m
- Altura sobre cimientos: 33 m
- Longitud de coronación: 510 m
- Ancho coronación: 6,92 m
- Volumen de la presa: 380.000 (m³)

### Anchura en pie de presa
- Zona hormigón: 18,78 m
- Zona escollera: 67,63 m
- Cota de coronación: 503
- Cota del cauce: 477
- Cota del labio de aliviadero: 494
- Cota de cimientos: 470

### Datos técnicos aliviadero
- Perfil del labio (tipo): Creager
- Longitud del canal: no tiene
- Longitud del labio: 44 m
- N.º de vanos y dimensiones: 4 x 11 m; posición en cuerpo de presa
- Cota de umbral: 494
- Caudal máximo: 1.470 m³/s.
- Compuertas: Tainter: 4×11×6 m
- Escala para peces: no tiene.

## Datos de explotación
- Usos de las láminas de agua: pesca, deportes náuticos
- Usos del agua desembalsada: riego (2,2-2,5 hm³, 600-1.000 ha) Abastecimiento (4-5 hm³/año, 76.000 hab.) Electricidad (2.674 kW)
- Caudal ecológico: 100-120 L/min (filtraciones)

## Características de la cuenca
- Superficie de la Cuenca: 439 km²
- Cota máxima de la Cuenca: 700 m s. n. m.
- Cota mínima de la Cuenca: 477 m s. n. m.
- Precipitación media: 583,4 L/m²
- Coeficiente de escorrentía media: 0,2
- Aporte medio anual: 40,45 hm³
- Máxima avenida de proyecto (m³/s periodo de retorno): 918,7 (T-500).
- Geología de la Cuenca: areniscas y aglomerado en M.I. pizarras y grauwakas en M.D.

## Datos administrativos
- Río: Guadiato
- Provincia: Córdoba
- Municipio: Belmez, Peñarroya-Pueblonuevo, Fuente Obejuna
- Propietario: Estado

## Espacios protegidos en el entorno del embalse
- RAMSAR No
- ZEPA No
- LIC No
- Programa MaB No
- Legislación nacional/autónoma No
- PEPMF No

## Efectos socioeconómicos
- Núcleos desaparecidos: 0
- Creación de nuevos núcleos: 0
- N.º de viviendas inundadas: Zona de huertas junto con alguna ermita
- N.º de habitantes desplazados: habitantes de las huertas
- Superficie expropiada: -
- Vías de comunicación afectadas: Carretera Belmez-El Hoyo

## Datos técnicos del embalse
- Cota: 500 m s. n. m.
- Superficie: 551,87 ha
- Capacidad n.m.n.: 40,91 hm³
- Perímetro n.m.n.: 36,60 km

## Usos turístico-recreativos
- Pesca
- Club Náutico
- Parque de Huertos Familiares en Peñarroya-Pueblonuevo

## Características ambientales de la cuenca
- Paisaje: elevaciones alomada y onduladas de pendientes suaves, llanuras aluviales
- Vegetación: comunidades vegetales no catalogados.
- Fauna: especies de interés. En la actualidad el embalse se encuentra muy poblado por una especie invasora: el Pez Sol (Leponis Gibbosus)
- Geología: aluviones, pizarrosos, carboníferos, afloramientos calizos y graníticos, calizas y espilitas.
- Edafología: uso agrícola